# Rakitovo
Rakitovo (in bulgaro Ракитово?) è un comune bulgaro situato nella Regione di Pazardžik di 16 452 abitanti (dati 2009). La sede comunale è nella località omonima.

## Località
Il comune è formato dall'insieme delle seguenti località:
- Rakitovo (sede comunale)
- Dorkovo
- Kostandovo